# Drago Druškovič
Drago Druškovič (psevdonim Rok Arih), slovenski slavist, publicist, strokovnjak za manjšine, pisatelj, urednik, * 30. september 1920,  Slovenj Gradec, † 12. maj 2009, Ljubljana.

## Življenjepis
Draškovič je leta 1956 v Ljubljani na Filozofski fakulteti diplomiral iz  slavistike. V partizanih je sodeloval od 1941, od 1944 na Koroškem, kot aktivist in ostal do leta 1948. Druškovič je bil strokovnjak za narodnostno manjšinsko problematiko, o čemer je objavljal razprave tudi v nemščini in angleščini. Kar dvajset let je deloval na Inštitu za narodnostna vprašanja, katerega ravnatelj je bil med letoma 1959 do 1974.

## Delo
Druškovič je urednik zbranih del in avtor monografije o Prežihovem Vorancu. Izvirna proza Roka Ariha – knjižne izdaje črtic in novel od leta 1953: Zibelka, Zato, Krokiji, Pomnjenja, Telemahova iskanja in drugi krokiji. Prevodi iz nemščine mdr. Josef Friedrich Perkonig: Ugrabljena strd.
Vprašanja koroških Slovencev so zaznamovala tudi njegovo poklicno delo.  Njegova dela so izšla v številnih člankih in publikacijah in imajo neprecenljivo teoretično in strokovno vrednost. Študija: Nekaj vprašanj koroških Slovencev (1972), je bila izdana tudi v francoščini in angleščini. Arih je od 1959 do 1974 kot glavni urednik štirinajstdnevnika Naši razgledi širil meje duhovnega ustvarjanja na Slovenskem.